# 斯凱孚

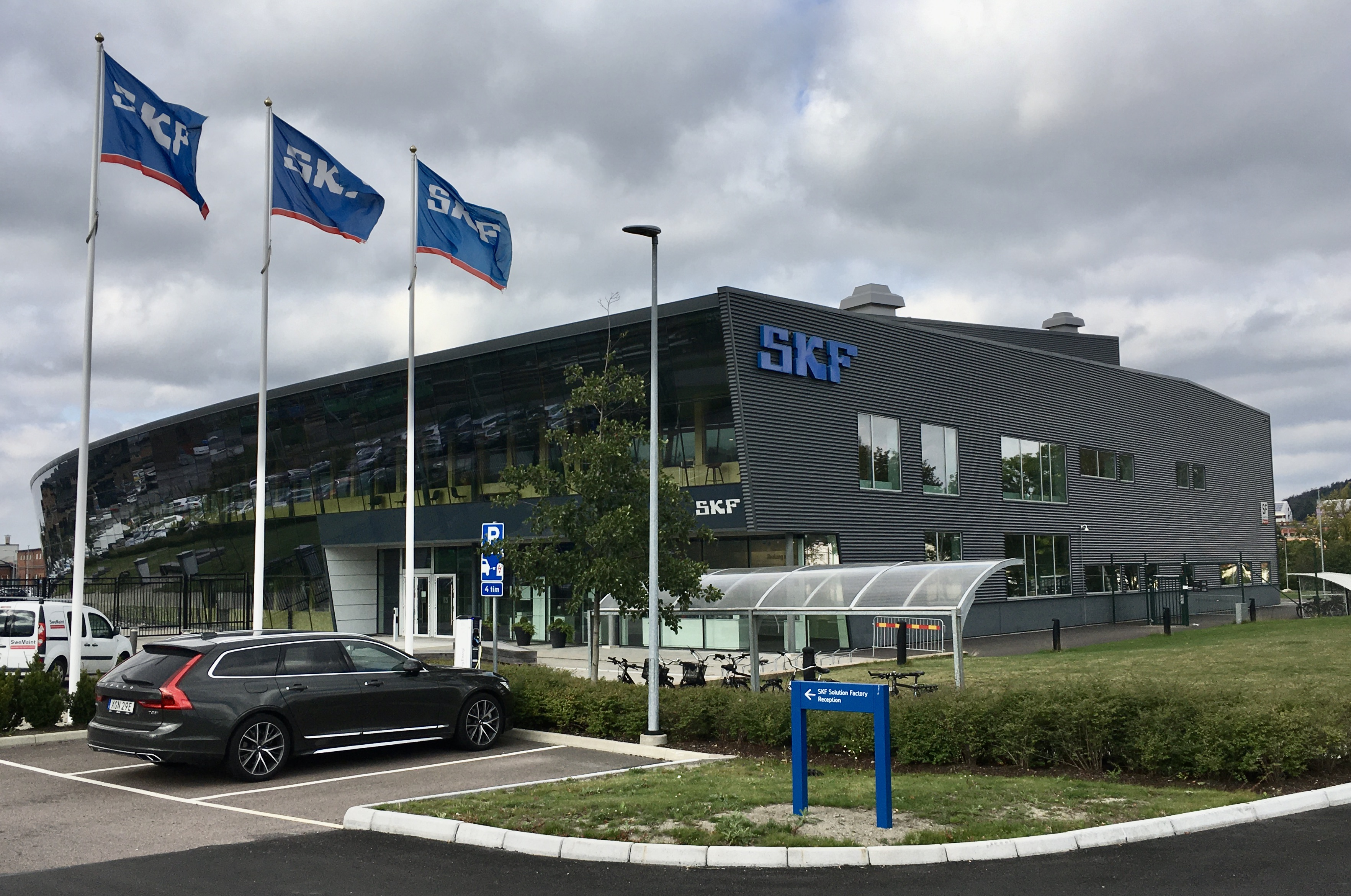
SKF位於哥登堡的總部

斯凱孚（瑞典語：Svenska Kullagerfabriken，簡稱或，字面原意為瑞典軸承製造廠），是一家瑞典轴承、密封圈、润滑產品製造商。集团在全世界有100多个制造基地，在70多个国家有自己的销售公司。

## 歷史
1907年，瑞典工程师斯文·古斯塔夫·温奎斯特（Sven Gustaf Wingqvist）展示了世界上第一种自调心球轴承（self-aligning ball bearing）。同年，他创办了SKF。

## 外部連結
- （英文）SKF官方網站 （页面存档备份，存于）
- （繁體中文）SKF台灣官方網站 （页面存档备份，存于）
- （简体中文）SKF中国官方网站 （页面存档备份，存于）